# Rallye du Portugal 2011
Le Rallye du Portugal 2011 est le 3e rallye du Championnat du monde des rallyes 2011.

## Résultats

### Classement final
| Rang              | Pilote              | Copilote            | Numéro            | Voiture                       | Écurie                   | Temps             | Écart             | Points            |
| Toutes catégories | Toutes catégories   | Toutes catégories   | Toutes catégories | Toutes catégories             | Toutes catégories        | Toutes catégories | Toutes catégories | Toutes catégories |
| ----------------- | ------------------- | ------------------- | ----------------- | ----------------------------- | ------------------------ | ----------------- | ----------------- | ----------------- |
| 1.                | Sébastien Ogier     | Julien Ingrassia    | 2                 | Citroën DS3 WRC               | Citroën Total WRT        | 4 h 10 min 53 s 4 |                   | 26 = 25 + 1*      |
| 2.                | Sébastien Loeb      | Daniel Elena        | 1                 | Citroën DS3 WRC               | Citroën Total WRT        | 4 h 11 min 25 s 2 | 31 s 8            | 21 = 18 + 3*      |
| 3.                | Jari-Matti Latvala  | Miikka Anttila      | 4                 | Ford Fiesta RS WRC            | Ford Abu Dhabi WRT       | 4 h 14 min 15 s 5 | 3 min 22 s 1      | 17 = 15 + 2*      |
| 4.                | Mikko Hirvonen      | Jarmo Lehtinen      | 3                 | Ford Fiesta RS WRC            | Ford Abu Dhabi WRT       | 4 h 17 min 09 s 7 | 6 min 16 s 3      | 12                |
| 5.                | Matthew Wilson      | Scott Martin        | 15                | Ford Fiesta RS WRC            | M-Sport Stobart Ford WRT | 4 h 18 min 41 s 9 | 7 min 48 s 5      | 10                |
| 6.                | Petter Solberg      | Chris Patterson     | 11                | Citroën DS3 WRC               | Petter Solberg WRT       | 4 h 21 min 10 s 8 | 10 min 17 s 4     | 8                 |
| 7.                | Kimi Räikkönen      | Kaj Lindström       | 8                 | Citroën DS3 WRC               | ICE 1 Racing             | 4 h 21 min 47 s 5 | 10 min 54 s 1     | 6                 |
| 8.                | Federico Villagra   | Jorge Pérez Companc | 7                 | Ford Fiesta RS WRC            | Munchi's Ford WRT        | 4 h 22 min 32 s 2 | 11 min 38 s 8     | 4                 |
| 9.                | Henning Solberg     | Ilka Minor          | 5                 | Ford Fiesta RS WRC            | M-Sport Stobart Ford WRT | 4 h 25 min 09 s 8 | 14 min 16 s 4     | 2                 |
| 10.               | Dennis Kuipers (en) | Frédéric Miclotte   | 51                | Ford Fiesta RS WRC            | FERM Power Tools WRT     | 4 h 28 min 48 s 0 | 17 min 54 s 6     | 1                 |
| PWRC              |                     |                     |                   |                               |                          |                   |                   |                   |
| 1. (11.)          | Hayden Paddon       | John Kennard        | 38                | Subaru Impreza WRX STI        | Hayden Paddon            | 4 h 33 min 33 s 4 |                   | 25                |
| 2. (15.)          | Jukka Ketomaki      | Kai Risberg         | 25                | Mitsubishi Lancer Evolution X | Jukka Ketomaki           | 4 h 41 min 13 s 3 | 7 min 39 s 9      | 18                |
| 3. (16.)          | Martin Semerád      | Michal Ernst        | 26                | Mitsubishi Lancer Evo IX      | Martin Semerád           | 4 h 42 min 46 s 0 | 9 min 12 s 6      | 15                |

* : points attribués dans la spéciale télévisée

### Spéciales chronométrées
| Étape            | Spéciale | Heure   | Nom                        | Distance | Vainqueur          | Temps         | Leader             |
| ---------------- | -------- | ------- | -------------------------- | -------- | ------------------ | ------------- | ------------------ |
| 1re (24-25 mars) | ES1      | 15 h 40 | Super-spéciale de Lisbonne | 3,27 km  | Mikko Hirvonen     | 2 min 49 s 6  | Mikko Hirvonen     |
| 1re (24-25 mars) | ES2      | 9 h 05  | Santa Clara 1              | 22,99 km | Petter Solberg     | 14 min 03 s 5 | Mikko Hirvonen     |
| 1re (24-25 mars) | ES3      | 9 h 53  | Ourique 1                  | 20,27 km | Sébastien Loeb     | 12 min 53 s 9 | Mikko Hirvonen     |
| 1re (24-25 mars) | ES4      | 11 h 06 | Felizes 1                  | 21,31 km | Sébastien Ogier    | 13 min 25 s 4 | Sébastien Ogier    |
| 1re (24-25 mars) | ES5      | 14 h 25 | Santa Clara 2              | 22,99 km | Sébastien Ogier    | 13 min 50 s 9 | Sébastien Ogier    |
| 1re (24-25 mars) | ES6      | 15 h 13 | Ourique 2                  | 20,27 km | Jari-Matti Latvala | 12 min 45 s 2 | Sébastien Ogier    |
| 1re (24-25 mars) | ES7      | 16 h 26 | Santa Clara 1              | 21,31 km | Jari-Matti Latvala | 13 min 27 s 1 | Jari-Matti Latvala |
| 2e (26 mars)     | ES8      | 10 h 17 | Almodovar 1                | 26,23 km | Sébastien Loeb     | 16 min 12 s 8 | Jari-Matti Latvala |
| 2e (26 mars)     | ES9      | 10 h 17 | Vascaõ 1                   | 25,26 km | Petter Solberg     | 16 min 25 s 9 | Jari-Matti Latvala |
| 2e (26 mars)     | ES10     | 10 h 17 | Loulé 1                    | 22,56 km | Sébastien Ogier    | 15 min 31 s 6 | Sébastien Ogier    |
| 2e (26 mars)     | ES11     | 15 h 02 | Almodovar 2                | 26,23 km | Sébastien Ogier    | 15 min 59 s 6 | Sébastien Ogier    |
| 2e (26 mars)     | ES12     | 15 h 55 | Vascaõ 2                   | 25,26 km | Petter Solberg     | 16 min 11 s 2 | Sébastien Ogier    |
| 2e (26 mars)     | ES13     | 16 h 45 | Loulé 2                    | 22,56 km | Petter Solberg     | 15 min 13 s 6 | Sébastien Ogier    |
| 3e (27 mars)     | ES14     | 8 h 14  | Silves 1                   | 21,39 km | Mikko Hirvonen     | 12 min 13 s 1 | Sébastien Ogier    |
| 3e (27 mars)     | ES15     | 9 h 07  | Santana da Serra 1         | 31,04 km | Petter Solberg     | 22 min 52 s 2 | Sébastien Ogier    |
| 3e (27 mars)     | ES16     | 12 h 35 | Silves 2                   | 21,39 km | Petter Solberg     | 12 min 12 s 5 | Sébastien Ogier    |
| 3e (27 mars)     | ES17     | 13 h 28 | Santana da Serra 2 *       | 31,04 km | Sébastien Loeb     | 22 min 35 s 9 | Sébastien Ogier    |

* : spéciale télévisée attribuant des points aux trois premiers pilotes

## Classements au championnat après l'épreuve

### Classement des pilotes
Selon le système de points en vigueur, les 10 premiers équipages remportent des points, 25 points pour le premier, puis 18, 15, 12, 10, 8, 6, 4, 2 et 1.
| Rang | Pilote               | Rallyes | Rallyes | Rallyes | Rallyes | Rallyes | Rallyes | Rallyes | Rallyes | Rallyes | Rallyes | Rallyes | Rallyes | Rallyes | Total points |
| Rang | Pilote               | SUE     | MEX     | POR     | JOR     | ITA     | ARG     | GRE     | FIN     | GER     | AUS     | FRA     | ESP     | GBR     | Total points |
| ---- | -------------------- | ------- | ------- | ------- | ------- | ------- | ------- | ------- | ------- | ------- | ------- | ------- | ------- | ------- | ------------ |
| 1er  | Mikko Hirvonen       | 25      | 213     | 12      | -       | -       | -       | -       | -       | -       | -       | -       | -       | -       | 58           |
| 1er  | Sébastien Loeb       | 102     | 272     | 213     | -       | -       | -       | -       | -       | -       | -       | -       | -       | -       | 58           |
| 3e   | Jari-Matti Latvala   | 161     | 15      | 172     | -       | -       | -       | -       | -       | -       | -       | -       | -       | -       | 48           |
| 4e   | Sébastien Ogier      | 153     | Ab.     | 261     | -       | -       | -       | -       | -       | -       | -       | -       | -       | -       | 41           |
| 5e   | Petter Solberg       | 10      | 131     | 8       | -       | -       | -       | -       | -       | -       | -       | -       | -       | -       | 31           |
| 6e   | Mads Østberg         | 18      | 10      | 0       | -       | -       | -       | -       | -       | -       | -       | -       | -       | -       | 28           |
| 7e   | Matthew Wilson       | 2       | Ab.     | 10      | -       | -       | -       | -       | -       | -       | -       | -       | -       | -       | 12           |
| 8e   | Henning Solberg      | Ab.     | 8       | 2       | -       | -       | -       | -       | -       | -       | -       | -       | -       | -       | 10           |
| 9e   | Kimi Räikkönen       | 4       | -       | 6       | -       | -       | -       | -       | -       | -       | -       | -       | -       | -       | 10           |
| 10e  | Martin Prokop        | 0       | 6       | -       | -       | -       | -       | -       | -       | -       | -       | -       | -       | -       | 6            |
| 11e  | Per-Gunnar Andersson | 6       | -       | -       | -       | -       | -       | -       | -       | -       | -       | -       | -       | -       | 6            |
| 12e  | Federico Villagra    | -       | 2       | 4       | -       | -       | -       | -       | -       | -       | -       | -       | -       | -       | 6            |
| 13e  | Juho Hänninen        | -       | 4       | -       | -       | -       | -       | -       | -       | -       | -       | -       | -       | -       | 4            |
| 14e  | Denis Kuipers        | 0       | Ab.     | 1       | -       | -       | -       | -       | -       | -       | -       | -       | -       | -       | 1            |
| 15e  | Khalid Al Qassimi    | 1       | -       | 0       | -       | -       | -       | -       | -       | -       | -       | -       | -       | -       | 1            |
| 16e  | Ott Tänak            | -       | 1       | -       | -       | -       | -       | -       | -       | -       | -       | -       | -       | -       | 1            |

| Couleur | Résultat                                                         |
| ------- | ---------------------------------------------------------------- |
| Or      | Vainqueur                                                        |
| Argent  | 2e place                                                         |
| Bronze  | 3e place                                                         |
| Vert    | Classé, dans les points                                          |
| Bleu    | Classé, hors des points Non classé (Nc.)                         |
| Mauve   | Abandon (Ab.) Retrait (Re.)                                      |
| Noir    | Disqualifié (Dq.)                                                |
| Blanc   | N'a pas pris le départ (Np.) Forfait (Forf.) Épreuve annulée (A) |
| Aucune  | N'a pas participé (-)                                            |

3, 2, 1 : y compris les 3, 2 et 1 points attribués aux trois premiers de la spéciale télévisée (power stage).

### Classement des constructeurs
| Rang | Équipe                   | Rallyes | Rallyes | Rallyes | Rallyes | Rallyes | Rallyes | Rallyes | Rallyes | Rallyes | Rallyes | Rallyes | Rallyes | Rallyes | Total points |
| Rang | Équipe                   | SUE     | MEX     | POR     | JOR     | ITA     | ARG     | GRE     | FIN     | GER     | AUS     | FRA     | ESP     | GBR     | Total points |
| ---- | ------------------------ | ------- | ------- | ------- | ------- | ------- | ------- | ------- | ------- | ------- | ------- | ------- | ------- | ------- | ------------ |
| 1er  | Ford Abu Dhabi WRT       | 40      | 33      | 27      | -       | -       | -       | -       | -       | -       | -       | -       | -       | -       | 100          |
| 2e   | Citroën Total WRT        | 22      | 25      | 43      | -       | -       | -       | -       | -       | -       | -       | -       | -       | -       | 90           |
| 3e   | M-Sport Stobart Ford WRT | 18      | 18      | 4       | -       | -       | -       | -       | -       | -       | -       | -       | -       | -       | 40           |
| 4e   | Petter Solberg WRT       | -       | 12      | 10      | -       | -       | -       | -       | -       | -       | -       | -       | -       | -       | 22           |
| 5e   | Ice 1 Racing             | 8       | -       | 8       | -       | -       | -       | -       | -       | -       | -       | -       | -       | -       | 16           |
| 6e   | Munchi's Ford WRT        | -       | 6       | 6       | -       | -       | -       | -       | -       | -       | -       | -       | -       | -       | 12           |
| 7e   | Team Abu Dhabi           | 6       | -       | 1       | -       | -       | -       | -       | -       | -       | -       | -       | -       | -       | 7            |
| 8e   | FERM Power Tools WRT     | 4       | 0       | 2       | -       | -       | -       | -       | -       | -       | -       | -       | -       | -       | 6            |
| 9e   | Monster WRT              | 2       | 4       | 0       | -       | -       | -       | -       | -       | -       | -       | -       | -       | -       | 6            |